# Roger Collins
Roger Collins (* 1949) ist ein britischer Historiker, der sich hauptsächlich mit der Geschichte des Mittelalters beschäftigt.
Roger Collins studierte am St Cross College der Universität Oxford bei Peter Brown und John Michael Wallace-Hadrill. Nach Lehraufträgen für Alte und Mittlere Geschichte in Liverpool und Bristol lehrt er seit 1994 an der Universität Edinburgh. 1998 wurde er dort Honorary Fellow (Ehrenmitglied).
Collins forscht vor allem zur Geschichte der ausgehenden Spätantike und des Frühmittelalters. Sein 1991 erstmals veröffentlichtes Werk Early Medieval Europe gilt allgemein als Standardwerk und ist 2010 in komplett überarbeiteter Form in 3. Auflage erschienen. Im Gegensatz zu einigen anderen Forschern betont er die Notwendigkeit von narrative, einer erzählenden Darstellungsform, in der auch die oft vernachlässigte politische Geschichte Beachtung findet. Collins hat neben zahlreichen Fachartikeln und Beiträgen zu Sammelbänden (so der New Cambridge Medieval History) mehrere Monographien zur frühmittelalterlichen Geschichte verfasst. Sein Spezialgebiet ist dabei die Geschichte des frühmittelalterlichen Spaniens.
Des Weiteren beschäftigt sich Collins mit der übergreifenden Geschichte des Papsttums und der frühmittelalterlichen Geschichtsschreibung.

## Schriften
- Caliphs and Kings. Spain, 796–1031. Wiley-Blackwell, Chichester u. a. 2012, ISBN 978-0-631-18184-2.
- Keepers of the Keys of Heaven. A History of the Papacy. Basic Books, New York NY 2009, ISBN 978-0-465-01195-7.
- Die Fredegar-Chroniken (= Monumenta Germaniae Historica. Studien und Texte. Band 44). Hahn, Hannover 2007, ISBN 978-3-7752-5704-6.
- Visigothic Spain, 409–711. Blackwell, Malden MA u. a. 2004, ISBN 0-631-18185-7.
- als Herausgeber zusammen mit Anthony Goodman: Medieval Spain. Culture, Conflict and Coexistence. Studies in honour of Angus MacKay. Palgrave Macmillan, Basingstoke u. a. 2002, ISBN 0-333-79387-0.
- Charlemagne. Macmillan, Basingstoke u. a. 1998, ISBN 0-333-65054-9.
- Early Medieval Europe, 300–1000. Macmillan, Basingstoke u. a. 1991, ISBN 0-333-36824-X (3rd edition. Palgrave Macmillan, Basingstoke u. a. 2010, ISBN 978-0-230-00672-0).
- Early Medieval Spain. Unity in Diversity, 400–1000. Macmillan, London u. a. 1983, ISBN 0-333-26283-2 (2. Auflage ebenda 1995, ISBN 0-333-64170-1).
- The Arab Conquest of Spain. 710–797. Blackwell, Cambridge 1989, ISBN 0-631-15923-1 (mehrere Nachdruck-Ausgaben).
- The Basques. Blackwell, Oxford u. a. 1986, ISBN 0-631-13478-6 (2. Auflage ebenda 1990, ISBN 0-631-17565-2).